# Cylindilla bidentata
Cylindilla bidentata är en skalbaggsart som först beskrevs av J. Linsley Gressitt 1940.  Cylindilla bidentata ingår i släktet Cylindilla och familjen långhorningar. Inga underarter finns listade i Catalogue of Life.